# Карачина гора
Кара́чина Гора́ — ботанічний заказник місцевого значення. Об'єкт розташований на території Ружинського району Житомирської області, на південний захід від села Заріччя. 
Площа 24 га. Статус отриманий у 2018 році. Перебуває у віданні ДП «Попільнянське лісове господарство» (Ружинське лісництво, квартал 37, виділ 4). 
Особлива цінність у заказнику — популяції підсніжника білосніжного, коручки морозникоподібної, лілії лісової, зозулиних сліз яйцеподібних, гніздівки звичайної, занесених до Червоної книги України (2009).